# Korset i bergen
Korset i bergen (tyska: Kreuz im Gebirge) eller Tetschenaltaret (Tetschener Altar) är en oljemålning av den tyske konstnären Caspar David Friedrich från 1807–1808. Målningen ingår i Galerie Neue Meisters samlingar i Dresden. 
Korset i berget är Friedrichs första huvudverk i olja. Målningen inklusive ramen är formgiven som en altartavla av Friedrich själv. Den förgyllda ramen är tillverkad av hans vän, bildhuggaren Christian Gottlieb Kühn, mäter 173 cm × 176,6 cm och står på en 10 cm hög sockel. Målningen gjorde sensation när den visades första gången. Många kritiker tog anstöt av hans gestaltning av ett kristet budskap mot bakgrund av ett nordligt natursceneri. Framför allt Basilius von Ramdohr var kritisk och anklagade Friedrich till och med för helgerån. 
Friedrich företog aldrig den nästan obligatoriska studieresan till Italien och bröt därför på ett påtagligt sätt med nyklassicismen och banade istället väg för romantiken. Den ursprungliga idén var, trots potentiella tyska köpare, att donera målningen till den svenske kungen Gustav IV Adolf. Friedrich var dels född i Greifswald i Svenska Pommern och dels, som tysk patriot och hängiven lutheran, starkt antifransk under de pågående Napoleonkrigen. Friedrich hoppades därför att den svenske kungen, likt Gustav II Adolf, skulle intervenera i kriget efter att det att det katolska Frankrike 1806 invaderat Tyskland. Den svenska krigspolitiken misslyckades dock fullständigt och ledde 1809 till kungens avsättning, vilket också omöjliggjorde Friedrichs ursprungsplan om att donera målningen. Detta hindrade dock inte Friedrich från att 1824 ge sin ende son namnet Gustav Adolf.
När hans plan att donera målningen till den svenska kungen gick om intet sålde han den till greve Franz Anton von Thun-Hohenstein och hans fru Theresia Maria Brühl på slottet Tetschen, idag Děčín i norra Tjeckien. Han trodde att målningen skulle placeras i slottskapellet, istället hamnade den i greveparets sovrum. År 1921 såldes målningen till den statliga konstsamlingen i Dresden, sedermera Galerie Neue Meister.
Friedrich gjorde fler målningar på samma tema och med samma eller liknande namn.

## Andra målningar av Friedrich med krucifix i bergslandskap
| Målning | Namn                        | typ         | År         | Storlek   | Museum                                | Stad       |
| ------- | --------------------------- | ----------- | ---------- | --------- | ------------------------------------- | ---------- |
|         | Morgen im Riesengebirge     | olja på duk | 1810–1811  | 108 × 170 | Charlottenburgs slott                 | Berlin     |
|         | Winterlandschaft            | olja på duk | 1811       | 32 x 45   | National Gallery                      | London     |
|         | Winterlandschaft mit Kirche | olja på duk | 1811       | 33 x 45   | Museum für Kunst und Kulturgeschichte | Dortmund   |
|         | Das Kreuz im Gebirge        | olja på duk | cirka 1812 | 45 x 37   | Museum Kunstpalast                    | Düsseldorf |
|         | Kreuz im Wald               | olja på duk | 1812       | 42 x 32   | Staatsgalerie Stuttgart               | Stuttgart  |
|         | Kreuz im Gebirge            | olja på duk | 1814–1820  | 127 x 72  | Herzogliches Museum                   | Gotha      |